# Croton sutup
Croton sutup är en törelväxtart som beskrevs av Cyrus Longworth Lundell. Croton sutup ingår i släktet Croton och familjen törelväxter. Inga underarter finns listade i Catalogue of Life.